# Hamodia
Hamodia (en hebreu: המודיע) és un periòdic diari escrit en hebreu, publicat a Israel. També es publica una edició en anglès per als Estats Units i Israel, i una edició setmanal que es publica a Anglaterra. La versió nord-americana és el primer periòdic jueu Haredí publicat en anglès als Estats Units d'Amèrica També és l'únic periòdic jueu ortodox publicat diàriament en dues edicions diferents. El periòdic va ser fundat el 1950 pel rabí I. L. Levin, fill del rabí I. M. Levin de Varsòvia i de Jerusalem. És el periòdic més important de la comunitat jueva ultraortodoxa (Haredí).
La seva política editorial reflecteix el punt de vista dels haredim. La seva redacció es mou pels principis de l'Halacà, la llei religiosa jueva. A causa d'això, per exemple, a l'hora d'informar sobre un cas de corrupció en un ajuntament d'Israel, s'esmenta el delicte, però no el nom de l'alcalde. A les pàgines del diari no hi ha tampoc notícies de successos, ja siguin assassinats o delictes de drogues. Igualment en el periòdic no apareixen imatges de dones. El rotatiu, a més de nombroses notícies i reportatges sobre la vida religiosa i de comunitats jueves dins i fora d'Israel, ofereix seccions de política i economia, però no d'esports.
Els reporters del diari solen escriure sobre la Torà i la Llei jueva, mentre que la majoria de les notícies nacionals i internacionals provenen de diverses agències de notícies, com ara Reuters i Associated Press. Una edició setmanal, en anglès, és publicada simultàniament a Jerusalem, a Londres i a Nova York.
L'edició en anglès de Hamodia gaudeix d'una gran circulació. Va ser impresa per primera vegada el 27 de febrer de 1998 com un periòdic setmanal i el 15 de desembre de 2003 es va expandir per incloure una publicació diària. L'edició diària es publica de dilluns a divendres, mentre que els dissabtes no apareix, a causa del Xabat, i tampoc circula en els dies de les festivitats religioses jueves. L'edició setmanal s'imprimeix els dimecres, i inclou seccions expandides i un suplement. L'eslògan de Hamodia és "El periòdic de la Torà jueva".